# 公園前站 (岐阜縣)
公園前站（日语：／ Kōen-mae eki */?）是位於岐阜縣岐阜市大宮町，名古屋鐵道岐阜市內線本線（長良線）的電車站（廢站）。此站為岐阜公園的玄關口。此站最接近岐阜大佛。

## 歷史
在1912年，岐阜市內線的前身美濃電氣軌道從本町站延伸至長良橋站時開設此站。後來由於汽車開始普及，使岐阜市內線的客量與業績不理想。隨著於1988年舉行岐阜中部未來博，為了避免阻礙市內的交通，把包含此站在內的徹明町站至長良北町站之間區間被廢除。而此站也同時被廢除。
- 1912年（大正元年）8月28日 - 美濃電氣軌道市內線本町站至長良橋站之間開通，此站啟用[5]。
- 1930年（昭和5年）8月20日 - 美濃電氣軌道與名古屋鐵道（第一代。同年中改名為名岐鐵道，在1935年起再改名為名古屋鐵道）合併。成為名古屋鐵道的岐阜市內線電車站[5]。
- 1988年（昭和63年）6月1日 - 岐阜市內線徹明町站至長良北町站之間廢除，此站也同時廢除[5]。

## 電車站構造
截至電車站廢除前，此站是地面車站，設有2面2線的相對式月台。電車站是建於在混合路權軌道上。此站沒有站房。

### 配線圖
| ← 長良北町方向  | 公園前站 站內配線略圖 | → 徹明町方向 |
| 图例 参考文献： |                       |              |

## 其他
- 岐阜市內線本線本町站至材木町站至長良橋站之間，共有4處急彎（半徑為40至60米）。因此大型電車不能駛入該區間。直至在1967年（昭和42年）開始使用Mo550形（日语：北陸鉄道モハ2000形電車）前，長久以來都是使用木造兩軸車。而伊奈波通站至長良北町站之間的班次約20分鐘一班。
- 在岐阜市內線本線新岐阜站前站（或岐阜站前站）至長良北町站之間的方向板上，曾寫上岐阜公園、金華山索道（日语：金華山ロープウェー）和岐阜城。

## 相鄰電車站
名古屋鐵道
岐阜市內線
材木町－公園前－長良橋

## 注腳
1. ↑  . 鄉土出版社. 1997: 31. ISBN 4-87670-097-4.
2. ↑  . 鄉土出版社. 1997: 158. ISBN 4-87670-097-4.
3. ↑  . 鄉土出版社. 1997: 23–25. ISBN 4-87670-097-4 （日语）.
4. ↑  名古屋鉄道広報宣伝部（編）. . 名古屋鐵道. 1994: 571 （日语）.
5. 1 2 3  . 鄉土出版社. 1997: 218–230. ISBN 4-87670-097-4 （日语）.
6. ↑  電氣車研究會，《鐵道畫刊》通卷第473號 1986年12月 臨時增刊号 「特集 - 名古屋鐵道」，附圖「名古屋鐵道路線略圖」